# جيمس بي. دونوفان
جيمس بريت دونوفان (بالإنجليزية: James B. Donovan)‏ (29 شباط فبراير 1916 – 19 كانون الثاني يناير 1970)  كان محامياً أميركياً وضابطاً في القوى البحرية الأميركية إذ عمل في مكتب البحث العلمي والتطوير العائد إلى مكتب الخدمات الاستراتيجية OSS (وهي الهيئة التي سبقت وكالة الاستخبارات المركزية CIA) كما أصبح مستشاراً قانونياً عاماً لهذا المجلس، إضافة إلى كونه مفاوضاً دبلوماسياً دولياً.
اكتسب دونوفان شهرته الواسعة بسبب تفاوضه على عملية تبادل الأسرى بين عامي 1960 و1962 التي تضمنت الطيار الأميركي المعتقل فرانسيس غاري باورز مقابل الجاسوس الروسي رودولف آبل، بالإضافة إلى تفاوضه عام 1962 لإطلاق سراح وإعادة 9703 أسرى تم اعتقالهم من قبل كوبا بعد فشل غزو خليج الخنازير. جسدت دونوفان من قبل الممثل الأميركي توم هانكس في فيلم جسر الجواسيس عام 2015.

## بداية حياته ومسيرته المهنية
ولد جيمس بريت دونوفان في التاسع والعشرين من شباط فبراير عام 1916 في منطقة ذا برونكس من مدينة نيويورك، وهو ابن مدرسة البيانو هارييت أوكونور، والطبيب الجراح جون جي دونوفان، أما شقيقه الأكبر جون جي دونوفان الابن فقد شغل منصب عضو مجلس الشيوخ عن ولاية نيويورك. يعود كل من والديه إلى أصول أيرلندية.
ارتاد جيمس معهد جميع الأقداس الكاثوليكي، وفي عام 1933 بدأ دراسته الجامعية في جامعة فوردهام حيث حاز على شهادة البكالوريوس في الإنكليزية عام 1937، أراد دونوفان أن يصبح صحفياً لكن والده أقنعه بدراسة الحقوق في كلية الحقوق التابعة لجامعة هارفارد بدءاً من خريف عام 1937 حيث حصل على شهادة البكالوريوس في الحقوق عام 1940.
بعد التخرج من كلية الحقوق، بدأ دونوفان بالعمل في مكتب محام خاص، وكان قائداً في البحرية خلال الحرب العالمية الثانية. في عام 1942 عمل كمستشار عام مساعد في مكتب البحث العلمي والتطوير، منذ 1943 حتى 1945 عمل كمستشار قانوني عام في مكتب الخدمات الاستراتيجية، وفي عام 1945 أصبح مساعداً عدلياً للقاضي روبرت إاتش جاكسون في محاكمات نورنبيرغ الشهيرة في ألمانيا.
كان دور دونوفان هو تقديم الأدلة البصرية في المحاكمة، كما عمل خلال فترة التحضير للمحاكمات كمستشار لتحري الدقة القانونية في إعداد الفيلم الوثائقي «الخطة النازية».
في عام 1950 أصبح دونوفان شريكاً في المكتب القانوني «واترز ودونوفان» في نيويورك، مختصاً في مجال قوانين التأمين.

## إطلاق سراح غاري باورز
في عام 1957، دافع دونوفان عن الجاسوس السوفييتي رودولف آبل فيما عرف باسم قضية النيكل المثقوب بعد أن رفض العديد من المحامين الآخرين هذه المهمة، واستدعى لاحقاً توماس إم ديبيفويز لمساعدته، تمت إدانة رودولف آبل في المحاكمة لكن دونوفان نجح في إقناع المحكمة بالعدول عن حكم الإعدام.
تقدم دونوفان بطلب استئناف إلى المحكمة العليا للولايات المتحدة، والتي رفضت بالتصويت (5 أصوات رفض و4 موافقة) حجة دونوفان بأن الدليل المستخدم ضد موكله تم الحصول عليه من قبل مكتب التحقيقات الفدرالية FBI بشكل مخالف لبنود التعديل الرابع للدستور الأميركي، أشاد قاضي المحكمة العليا إيرل وارن بجهود دونوفان وأعرب علناً عن «امتنان المحكمة بشكل كامل لدونوفان» لأنه استلم هذه القضية.
في عام 1962 قام دونوفان -الذي استلم مهمة المفاوض الرئيسي- بالمشاركة مع المحامي ميلان سي ميسكوفسكي  بالتفاوض مع الوسطاء السوفييت من أجل إطلاق سراح الطيار الأميركي المعتقل فرانسيس غاري باورز. نجح دونوفان في مفاوضات تبادل الأسرى إذ تمكن من تحرير باورز بالإضافة إلى الطالب الأميركي فردريك برايور مقابل إطلاق سراح رودولف آبل، الذي دافع عنه دونوفان خلال محاكمته قبل 5 سنوات.
تم تجسيد المفاوضات والأحداث السابقة لها عام 2015 من خلال الفيلم التشويقي «جسر الجواسيس» الذي أخرجه ستيفن سبيلبرغ.

## الانخراط في كوبا
في يونيو من عام 1962، تم التواصل مع دونوفان من قبل المنفي الكوبي بيريز سينسيروس، والذي طلب منه المساعدة في المفاوضات من أجل تحرير الأسرى الـ 1113 لعملية غزو خليج الخنازير. قدم دونوفان خدمات قانونية مجانية إلى لجنة العائلات الكوبية من أقارب الأسرى. بعد عدة أشهر سافر إلى كوبا للمرة الأولى وتمكن من خلق جو من الثقة بينه وبين كاسترو الذي كان سعيداً لأن دونوفان اصطحب ابنه المراهق معه إلى كوبا.
في 21 كانون الأول ديسمبر عام 1962 وقع كل من كاسترو ودونوفان على اتفاقية لتحرير الأسرى الـ 1113 جميعاً مقابل أغذية وأدوية بقيمة 53 مليون دولار تم جمعها بشكل تبرعات خاصة من شركات مقابل تخفيضات ضريبية. خطرت فكرة تبادل الأسرى مقابل الدواء لدونوفان بعد أن لاحظ أنّ الدواء الكوبي لم يساعده على الشفاء من حالة التهاب الجراب المفصلي التي أصابته في كوبا.
بحلول نهاية المفاوضات في الثالث من تموز يوليو عام 1963 تمكن دونوفان من إطلاق سراح 9703 أسرى، تعاون دونوفان مرة أخرى مع محامي الـ CIA ميلان ميسكوفسكي في هذه المفاوضات، ولقاء هذا العمل تقلد وسام العمل الاستخباراتي المميز

## بقية حياته ووفاته
منذ عام 1961 حتى 1963 شغل دونوفان منصب نائب رئيس مجلس نيويورك للتربية، ثم أصبح رئيس هذا المجلس بين عامي 1963 و1965، وفي حزيران يونيو من عام 1962 قدمت له جامعته السابقة فوردهام شهادة فخرية.
في عام 1962 كان دونوفان مرشح الحزب الديمقراطي في انتخابات مجلس الشيوخ عن ولاية نيويورك لكنه خسر في تشرين الثاني نوفمبر في مواجهة المرشح الجمهوري جيكوب كي جافيتس، وفي عام 1968 تم تعيين دونوفان رئيساً لمعهد برات، توفي في 19 يناير من عام 1970 نتيجة أزمة قلبية في بروكلين بعد أن عولج بشكوى إنفلونزا.

## الحياة الشخصية
في عام 1941 تزوج دونوفان من ماري ماكينا، وأنجب منها ابناً و3 بنات، أقامت العائلة في بروكلين، نيويورك كما امتلكت مساكن صيفية في منطقة سبرينغ ليك في ولاية نيو جيرسي وليك بلاسيد في ولاية نيويورك حيث دفن دونوفان إلى جانب زوجته وابنته، كان دونوفان من هواة جمع الكتب النادرة كما مارس رياضتي الغولف والتنس ولعب ألعاب الورق، ما زالت مجموعة من أوراق اللعب الخاصة به محفوظة في جامعة ستانفورد.

## جيمس دونوفان في الثقافة الشعبية
كانت قصة محاكمة آبل والدفاع عنه، إضافة إلى المفاوضات وتبادل الأسرى التالي لها أساس الكتاب: «غرباء على جسر: قضية الكولونيل آبل وفرانسيس غاري باورز» الذي كتبه كل من دونوفان والكاتب الخفي براد ليندمان، والذي نشر في عام 1964، تم نشر عدد من الكتب بعده لكن كتاب غرباء بقي الكتاب الأشهر والأكثر تقديراً من جانب النقاد، كما تمت إعادة نشره من قبل سيمون وشوستر في آب أغسطس عام 2015، في عام 1967 نشر دونوفان كتابه الثاني: «التحديات: أفكار محام عام».
لعب جيمس غريغوري دور دونوفان في الفيلم التلفزيوني المعروض عام 1976: «فرانسيس غاري باورز: القصة الحقيقية لحادثة جاسوس U-2» المبني على قصة حياة باورز (التي كتبها كيرت جينتلي)، لعب لي ماجورز دور باورز، وفي عام 2006 نشر فيليب جي بيغر كتاباً عن قصة حياة دونوفان بعنوان: «المفاوض: قصة الحياة والمسيرة المهنية لجيمس بي دونوفان» والذي تمت إعادة نشره بغلاف ورقي في كانون الثاني يناير من عام 2017.
بالرغم من أنه لم يكن المصدر الأساسي لفيلم جسر الجواسيس، إلا أن كتاب غرباء على جسر الذي كتبه دونوفان كان أقرب ما يكون لذلك، كما أنه الرواية الوحيدة المباشرة التي تذكر الأحداث المشوقة في الفيلم الحائز على جائزة الأوسكار، كما أن الكتاب الذي تصدر المبيعات في عام 1964 أعاد إنجازه في عام 2015 إذ احتل المرتبة الأولى في لائحة نيويورك تايمز بصفته أكثر كتب الجواسيس مبيعاً، حصل الكتاب على إعجاب واسع حتى من قبل المخرج ستيفن سبيلبرغ والنجم توم هانكس، كما تزامنت إعادة نشره مع العروض الترويجية السابقة لعرض فيلم جسر الجواسيس من إخراج ستيفن سبيلبرغ وكتابة كل من مات تشارمان والأخوين كوين، والذي عرض في 16 تشرين الأول أكتوبر عام 2015. لعب توم هانكس دور دونوفان وأدت الممثلة أيمي رايان دور زوجته ماري.

## التكريم والألقاب
في أكتوبر من عام 2016 أدرجت جامعة فوردهام جيمس دونوفان في قائمة الشرف بالتزامن مع الذكرى الـ 175 لتأسيس الجامعة، وذلك في قداس في كاتدرائية القديس باتريك مع الكاردينال تيموثي دولان، والذي تمت تسميته أيضاً كمؤسس للمدرسة، أُسّست فوردهام من قبل المطران هيوز الذي يعتبر سلفاً لدونوفان. أيضاً في تشرين الأول من عام 2016 تم إدراج اسم دونوفان في لائحة الشرف لمدرسة جميع الأقداس.

## وصلات خارجية
- جيمس بي. دونوفان على موقع مونزينجر (الألمانية)